# Aérodrome de Broyes-lès-Pesmes
L'Aéroport de Broye-lès-Pesmes est une base aérienne désaffectée (depuis janvier 1998) situé au nord de la commune française de Broye-Aubigney-Montseugny, dans le département de la Haute-Saône en Franche-Comté.
Depuis 1959, c'était un aérodrome de dispersion de l'OTAN. Il a notamment été utilisé par les appareils de la 2e escadre de chasse de la Base aérienne 102 de Dijon.
Il héberge depuis 2005 le site d'émission du Radar GRAVES (Grand Réseau Adapté à la Veille Spatiale), système de détection de satellites évoluant en orbite terrestre basse.